# Micro-
Micro- (símbol μ) és un prefix del Sistema Internacional que indica la milionèsima part d'una unitat, o un factor de 10-6, o 1/1.000.000.
Adoptat el 1960, prové del grec μικρός (mikrós, petit). Per a evitar qualsevol confusió, l'Oficina Internacional de Pesos i Mesures el 1967 va decidir suprimir el terme «micron» per micròmetre, que tenia el simbol µ i que des d'aleshores s'ha d'escriure µm.
1 micròmetre = 1 μm = 10-6 metres = 0,000 001 metres
1 microgram = 1 μg = 10-6 grams = 0,000 001 grams
1 microlitre = 1 μl = 10-6 litres = 0,000 001 litres
1 microsegon = 1 μs = 10-6 segons = 0,000 001 segons
Fora de la metrologia, el prefix diminutiu micro- també s'utilitza en moltes paraules per referir-se a coses petites. Sovint tenen un corol·lari amb el prefix macro- que significa el contrari.
- microbi, microbiologia
- microbús, petit autobús
- microscopi
- microprocessador
- microclima
- microcosmos, petit món
- microeconomia
- microfilm
- microona
- etc.